# Illies (Norte)
Illies é uma comuna francesa na região administrativa de Altos da França, no departamento do Norte. Estende-se por uma área de 7.91 km². Em 2010 a comuna tinha 1 647 habitantes (densidade: 208,2 hab./km²).